# Moj ljubimyj kloun
Moj ljubimyj kloun (Мой любимый клоун) è un film del 1986 diretto da Jurij Kušnerёv.

## Trama
Il film racconta di un giovane clown che adotta un orfanotrofio nonostante tutte le circostanze.